# UVERworld DOCUMENTARY THE SONG
『UVERworld DOCUMENTARY THE SONG』（ウーバーワールド ドキュメンタリー ザ ソング）は、2012年8月22日に公開されたドキュメンタリー映画。
翌年の2013年に、DVDおよびBlu-rayとして映像化された。
UVERworld自身初のドキュメンタリー映画。ライブ映像、舞台裏や結成秘話などを収録した内容となっている。

## 概要
結成12年目、デビューから7年目を迎えるUVERworldが、1年半に渡る密着撮影から、中村哲平監督の下で完成した本作。この作品はUVERworldにとって初の映画作品となる。本作では、ライブの映像やその舞台裏の映像、UVERworldのそれぞれの思い出の場所にメンバーが足を運び当時の様子などを語られていて、それらの中で自分たちの音楽に対する想いや、UVERworldがデビューするまでの思い出や苦悩、UVERworldに対する思い入れなどを語るインタビューが収められている。

## 外部サイト
- 映画特設サイト
- ソニー・ミュージックエンタテインメントによる、本作のDVD･Blu-rayの紹介ページ
  - 完全生産限定盤
  - 通常盤
  - Blu-ray盤